# Возвращение из-под Инкермана
«Возвращение из-под Инкермана» (англ. The Return from Inkerman) — картина британской художницы-баталистки Элизабет Томпсон, написанная в 1877 году. Находится в Художественной галерее Ференса в Кингстон-апон-Халле (Великобритания). Показывает отход британских войск 5 ноября 1854 года после Инкерманского сражения в ходе Крымской войны.

## Сюжет и описание
Картина «Возвращение из-под Инкермана», которую Элизабет Томпсон завершила в 1877 году, была последняя из серии картин, написанных художницей в 1874—1877 годах и изображающих сцены из Крымской войны. На картине изображена колонна истощённых солдат, возвращающихся в лагерь, многие из которых ранены и едва могут передвигаться. Их командир на коне едет во главе колонны. Солдаты стараются высоко держать головы, проходя мимо павших товарищей, лежащих на обочине дороги. Рваная форма бойцов напоминает о только что завершившейся ожесточённой битве.
Инкерманское сражение произошло на высотах Инкермана, где русская армия контратаковала британские войска. Погода во время боя была ужасной, проливной дождь перемежался с густым туманом, что затрудняло командование войсками для обеих сторон. Сражение было одним из многих кровопролитных столкновений, которые произошли во время осады русского города Севастополя в ноябре 1854 года и были частью кампании Крымской войны. Это была жестокая битва, унесшая жизни 2500 британских и 12 тыс. русских солдат. На картине изображены войска в основном из Колдстримских гвардейцев и 20-го пешего полка Восточного Девоншира.
Как и на предыдущих «Перекличка после боя, Крым» и «Балаклава» Томпсон создала картину, в которой не было ни славы, ни идеализма. Она исполнена с влажной, мутной атмосферой в коричневых и серых оттенках.

## История
Картина была куплена Обществом изящных искусств и выставлена в их помещениях на Бонд-стрит. Томпсон посетила выставку 20 апреля 1877 года и осталась довольна картиной: «Толпа была густой, и я оставила хороших людей биться в облаке пыли», — написала она. В 1913 году полотно было куплено Художественной галерее Ференса в Кингстон-апон-Халле.